# Prilepy (rejon konyszowski)
Prilepy (ros. Прилепы) – wieś (ros. деревня, trb. dieriewnia) w zachodniej Rosji, centrum administracyjne sielsowietu prilepskiego w rejonie konyszowskim (obwód kurski).

## Geografia
Miejscowość położona jest nad Płatawką (lewy dopływ Swapy), 1 km na północny zachód od centrum administracyjnego rejonu (Konyszowka), 65 km na północny zachód od Kurska.
W miejscowości znajdują się 352 posesje.
Klimat
Miejscowość, jak i cały rejon, znajduje się w strefie klimatu kontynentalnego z łagodnym ciepłym latem i równomiernie rozłożonymi opadami rocznymi (Dfb w klasyfikacji klimatów Köppena).

## Demografia
W 2010 r. miejscowość zamieszkiwały 584 osoby.